# ジェフリー・ロウ
ジェフリー・ロウ（Jeffrey Rowe, 1979年5月4日 - ）は、カナダ・プリンスエドワード島出身で、日本を活動拠点としている俳優、声優、ナレーター、プロデューサー。身長182cm。体重75kg。

## 出演

### 映画
- 「ルール・オブ・リビング 〜“わたし”の生き方・再起動〜」[1]
- 「ルノワール」ジェリー役
- 「Prisoners of the Ghostland」ガンマン役
- 「The Prisoner」将校役
- 「アメリカに負けなかった男〜バカヤロー総理 吉田茂〜」チャールズ・ケーディス役
- 「日本国憲法」ローリス・ノースタッド役
- 「小さな恋のうた」（2019年） - カイル・クルーソン役
- 「マチネの終わりに」（2019年） - 弁護士役
- 「さらば青春、されど青春。」（2018年） - 会社員役
- 「Horizon」（2018年） - ジョルジュ・ルメートル役
- 「イタズラなKiss THE MOVIE3 〜プロポーズ編〜」- （2017年） - スティーブンズ役
- 「BECK (松竹)」- （2010年） - ジム・ウォルシュ 役;
- 「Night Walker」 (自習制作映画;2010年) - Dean役;
- 「A Player in Palacio」 (自習制作映画;2009年) - Businessman役;
- 「Death of a Drunk」 (自習制作映画;2006年) - Jack役
- 「The Night We Called It a Day」 （2003年） - Reporter役

### テレビドラマ
- 「沈黙の艦隊」（プライムビデオ、2024年）- デビット・ライアン役
- 「BLT サンドイッチカフェ」（2022年） - トム・ウエスト役
- 「青天を衝け」（NHK、2021年）- シャルル・ド・モンブラン役（仏国人）
- 「グランメゾン東京」(TBS、2019年) - ミシュラン調査員役
- 「時効警察はじめました」(テレビ朝日、2019年) - FBIエージェント役
- 「疑惑の真相」(フジテレビ、2019年) - フィリップ・サートチ役
- 「二つの祖国」(テレビ東京、2019年) - ブレイクニー役
- 「ショスタコーヴィッチの狙われた楽譜」(NHK BS、2018年) - カール・エリアスベルグ役
- 「梅ちゃん先生」 (NHK、2012年) - 米国人軍士官役
- 「テンペスト」（NHK、2011年）- スペンサー館長役（英国人）
- 「パンドラIII 革命前夜」（WOWOW、2011年）- 米国人リポーター役
- 土曜ドラマスペシャル「真珠湾からの帰還」（NHK、2011年）- ハワイ米軍士官役
- 「龍馬伝」（NHK、2010年）- ウィリアム・オールト役（英国人）

### テレビ番組
- とっさの日本語 NIHONGO QUICK LESSON（NHKワールド、2008年）海外向けの番組
- きょうから英会話 （NHK教育、2007年）
- 5時に夢中! （TOKYO MX、2006年 - 2007年）
- 3か月トピック英会話 「1日まるごと英語で話そう!」 （NHK教育、2005年）

### 劇場アニメ
- 名探偵コナン 緋色の弾丸（2021年、紳士）

### ナレーション / ドキュメンタリー
- Bosai: An Educational Journey (防災文化編) （NHK ワールド, 2019年）
- Reborn: Tower of the Sun, Part 1 & 2 (岡本太郎)（NHK ワールド, 2019年）
- Bosai: An Educational Journey (地震版) （NHK ワールド, 2019年）
- NHK NEWSLINE（2019年）
- バンダイナムコ: ソウルキャリバー6（Groh & Raphael 役 - Game）（2019年）
- Hometown Stories: The 100km Walk: A Life-Changing Two Days（NHK ワールド, 2018年）
- ヘキサギア（アニメ、2018年）
- Hometown Stories: Onikenbai: the Demon Sword Dance（NHK ワールド, 2018年）
- Hometown Stories: Finding my Way on the Okugakemichi（NHK ワールド, 2018年）
- Bosai: An Educational Journey (福島編)（NHK ワールド, 2018年）
- Hometown Stories: Dancing Beyond Disabilities（NHK ワールド, 2018年）
- Bosai: An Educational Journey (津波編)（NHK ワールド, 2018年）
- Hometown Stories: Finding Poetry in Cancer（NHK ワールド, 2018年）
- Hometown Stories: Hooked on a New Fishing Career（NHK ワールド, 2017年）
- ”校閲ガール” (Pretty Proofreader トレーラー, NTV) （2017年）
- Hometown Stories: One Heart, One Beat（NHK ワールド, 2017年）
- DYING: Reborn (VR Game)（2016年）
- NHK World 「Science View」（2016 - 19年）
- NHK Radio「基礎英語 2」（2008-9年）
- など